# آلبرت چستر
آلبرت چستر (انگلیسی: Albert Chester; ۱۷ مارس ۱۸۸۶ – ۲۱ دسامبر ۱۹۶۲) بازیکن فوتبال اهل بریتانیا بود.
از باشگاه‌هایی که در آن بازی کرده‌است می‌توان به باشگاه فوتبال پرستون نورث اند، باشگاه فوتبال تاتنهام هاتسپر، و باشگاه فوتبال برنتفورد اشاره کرد.